# Rappetenreuth (Wüstenselbitz)
Rappetenreuth war ein Gemeindeteil der Gemeinde Wüstenselbitz im Landkreis Münchberg (Oberfranken, Bayern). Rappetenreuth liegt in der Gemarkung Wüstenselbitz.
'

## Geografie
Die Einöde liegt am Westhang des Hohbergs (708 m ü. NHN) am rechten Ufer des Kleinen Rehbachs dem Grafenhaiger Gemeindeteil Rappetenreuth direkt gegenüber. Ein Anliegerweg führt 100 Meter westlich zur Kreisstraße KU 26, die nördlich wie auch westlich zu Siedlungen von Rappetenreuth verläuft.

## Geschichte
Von 1797 bis 1810 unterstand Rappetenreuth dem Justiz- und Kammeramt Münchberg. Infolge des Ersten Gemeindeedikts wurde Rappetenreuth dem 1812 gebildeten Steuerdistrikt Wüstenselbitz und der zugleich entstandenen Ruralgemeinde Wüstenselbitz zugewiesen. Im Zuge der Gebietsreform in Bayern wurde Rappetenreuth am 1. Juli 1972 nach Helmbrechts eingemeindet und mit Rappetenreuth (Oberweißenbach) zum Helmbrechtser Gemeindeteil Rappetenreuth vereinigt wurde.

### Einwohnerentwicklung
| Jahr      | 1861  | 1871  | 1885  | 1900   | 1925   | 1950   | 1961   | 1970  |
| Einwohner | 14    | 13    | 39    | 19     | 19     | 14     | 7      | 8     |
| Häuser    |       |       | 2     | 2      | 2      | 2      | 2      |       |
| Quelle    | [ 7 ] | [ 8 ] | [ 9 ] | [ 10 ] | [ 11 ] | [ 12 ] | [ 13 ] | [ 1 ] |

## Religion
Rappetenreuth ist evangelisch-lutherisch geprägt und war ursprünglich nach St. Johannes der Täufer (Helmbrechts) gepfarrt, seit den 1920er Jahren ist die neu gebildete Pfarrei Wüstenselbitz zuständig.